# لیگ سیتی (تگزاس)
لیگ سیتی، تگزاس(به انگلیسی: League City, Texas) شهری در ایالت تگزاس از ایالات جنوبی ایالات متحده امریکا است. در سرشماری سال ۲۰۰۰، جمعیت این شهر ۴۵۴۴۴ نفر اعلام شد.